# جاك ماثيس
جاك ماثيس (بالإنجليزية: Jack Mathis)‏ هو لاعب كرة قدم أمريكي في مركز الوسط، ولد في 12 يونيو 1992 في تشيسترفيلد في الولايات المتحدة. لعب مع نادي سانت لويس.

## وصلات خارجية
- جاك ماثيس على موقع قاعدة بيانات كرة القدم.إي يو (الإنجليزية)
- جاك ماثيس على موقع Soccerway.com (الإنجليزية)